# Evelis Aguilar
Evelis Jazmin Aguilar Torres (née le 3 janvier 1993) est une athlète colombienne, spécialiste de l'heptathlon et du 400 m.

## Biographie
Après des débuts sur 400 mètres, à la suite d'une blessure elle abandonne cette discipline pour se consacrer à l'heptathlon à partir de 2014.
En 2015 elle devient championne d'Amérique du Sud avec un record national de 5 902 pts .
En 2016 elle bat le record d'Amérique du Sud de l'heptathlon avec un total de 6 270 pts au Grand Prix Valle Oro Puro à Cali, ce qui améliore les 6 160 pts de la Brésilienne Lucimara da Silva, réalisés en 2012 à Barquisimeto. Au mois d'août, elle participe à ses premiers Jeux olympiques, à Rio de Janeiro : elle termine 15e avec 6 263 points, à seulement 7 unités de son record.

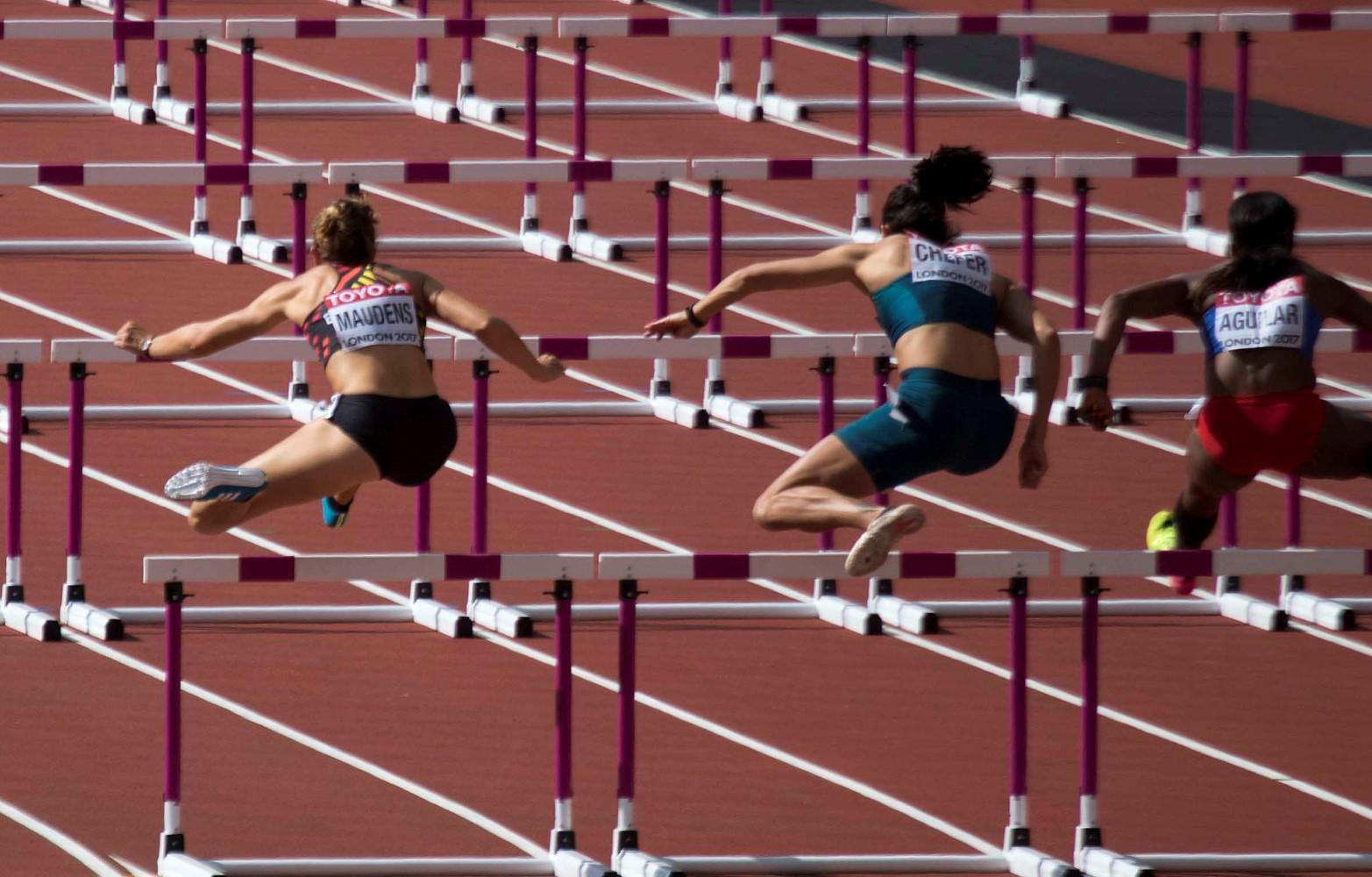
Evelis Aguilar (à droite) en compétition au Championnats du monde à Londres en 2017, avec Hanne Maudens (gauche) et Vanessa Spínola (centre).

Le 29 avril 2017, elle remporte le Multistars de Florence (Italie) avec 6 228 points, notamment grâce à un record personnel au javelot (47,09 m) et un super saut en longueur (6,46 m). Le 1er août, elle remporte la médaille d'argent des Jeux d'Amérique centrale et des Caraïbes de Barranquilla avec 6 285 points, battant ainsi son propre record d'Amérique du Sud. Elle est devancée par la Cubaine Yorgelis Rodríguez (6 436 pts).
En 2021, elle améliore son record à l'occasion des championnats de Colombie d'épreuves combinées, le portant à 6 346 pts.
En 2022, Evelis Aguilar délaisse les épreuves combinées pour le 400 m. Pour sa première vraie saison sur la distance, elle porte son record à 51 s 84 et remporte les Jeux bolivariens et les Jeux d'Amérique du Sud.
Le 21 avril 2023, à Ibagué, elle améliore son record personnel à 51 s 39, puis termine 4e des Jeux d'Amérique centrale et des Caraïbes en 51 s 67. Elle y remporte deux médailles de bronze au sein des relais 4 x 400 m et 4 x 400 m mixte. Fin juillet, aux Championnats d'Amérique du Sud à São Paulo, elle décroche la médaille d'argent sur 400 m en 51 s 41, derrière la Chilienne Martina Weil (51 s 11) et remporte le titre continental sur 4 x 400 m mixte en 3 min 14 s 79, où, accompagnée de Jhon Perlaza, Lina Esther Licona Torres, et Anthony Zambrano, elle bat le record d'Amérique du Sud en 3 min 14 s 79.

## Palmarès
| Date | Compétition                              | Lieu           | Résultat | Épreuve       | Performance   |
| ---- | ---------------------------------------- | -------------- | -------- | ------------- | ------------- |
| 2011 | Championnats d'Amérique du Sud           | Buenos Aires   | 2e       | 4 × 400 m     | 3 min 37 s 66 |
| 2011 | Jeux panaméricains                       | Guadalajara    | 3e       | 4 × 400 m     | 3 min 29 s 94 |
| 2014 | Jeux sud-américains                      | Santiago       | 2e       | 4 x 400 m     | 3 min 35 s 96 |
| 2014 | Jeux sud-américains                      | Santiago       | 4e       | Heptathlon    | 5 504 pts     |
| 2014 | Championnats ibéro-américains            | São Paulo      | 5e       | Heptathlon    | 5 518 pts     |
| 2015 | Championnats d'Amérique du Sud           | Lima           | 1re      | Heptathlon    | 5 902 pts     |
| 2015 | Jeux panaméricains                       | Toronto        | 4e       | Heptathlon    | 5 930 pts     |
| 2016 | Championnats ibéro-américains            | Rio de Janeiro | 2e       | Heptathlon    | 5 807 pts     |
| 2016 | Jeux olympiques                          | Rio de Janeiro | 15e      | Heptathlon    | 6 263 pts     |
| 2017 | Multistars                               | Florence       | 1re      | Heptathlon    | 6 228 pts     |
| 2017 | Championnats du monde                    | Londres        | finale   | Heptathlon    | DNF           |
| 2018 | Jeux d'Amérique centrale et des Caraïbes | Barranquilla   | 2e       | Heptathlon    | 6 285 pts     |
| 2021 | Championnats d'Amérique du Sud           | Guayaquil      | 1re      | Heptathlon    | 6 165 pts     |
| 2021 | Championnats d'Amérique du Sud           | Guayaquil      | 1re      | 4 x 400 m     | 3 min 31 s 04 |
| 2023 | Jeux d'Amérique centrale et des Caraïbes | San Salvador   | 5e       | 400 m         | 51 s 67       |
| 2023 | Jeux d'Amérique centrale et des Caraïbes | San Salvador   | 3e       | 4 x 400 m     | 3 min 31 s 16 |
| 2023 | Jeux d'Amérique centrale et des Caraïbes | San Salvador   | 3e       | 4 x 400 mixte | 3 min 20 s 36 |
| 2023 | Championnats d'Amérique du Sud           | São Paulo      | 2e       | 400 m         | 51 s 41       |
| 2023 | Championnats d'Amérique du Sud           | São Paulo      | 1re      | 4 x 400 mixte | 3 min 14 s 79 |
| 2023 | Jeux panaméricains                       | Santiago       | 3e       | 400 m         | 51 s 95       |

## Records
| Épreuve           | Performance    | Lieu                 | Date              |
| ----------------- | -------------- | -------------------- | ----------------- |
| 100 mètres haies  | 13 s 79        | Madrid               | 12 septembre 2020 |
| Saut en hauteur   | 1,77 m         | Barranquilla         | 30 juillet 2018   |
| Lancer du poids   | 14,79 m        | Carthagène des Indes | 25 novembre 2019  |
| 200 mètres        | 23 s 41        | Ibagué               | 13 mars 2021      |
| Saut en longueur  | 6,61 m         | Bogotá               | 22 avril 2017     |
| Lancer du javelot | 48,90 m        | Bruxelles            | 7 mai 2017        |
| 800 m             | 2 min 10 s 06  | Cali                 | 26 juin 2016      |
| Heptathlon        | 6 346 pts (AR) | Ibagué               | 14 mars 2021      |

| Épreuve    | Temps   | Lieu     | Date         |
| ---------- | ------- | -------- | ------------ |
| 400 mètres | 51 s 07 | Budapest | 21 août 2023 |